# Заинтересована страна
Заинтересовани страни или стейкхолдъри (от англ. Stakeholder  – букв. участващ в облога) са група хора или организация, които са свързани пряко или непряко с дадена организация и могат да повлияят или да бъдат засегнати от действията, целите и политиките на тази организация. Ключовите заинтересовани страни в една бизнес организация включват кредитори, клиенти, директори, служители, правителството (и неговите агенции), собственици (акционери), доставчици, синдикатите и обществото, от които бизнесът черпи ресурси.
Понятието е използвано за първи път през 1963 г. във вътрешен меморандум на Станфордския изследователски институт (Stanford Research institute). Заинтересованите страни са определени като „тези групи, без чиято подкрепа организацията ще престане да съществува“. През 1980 г. Р. Едуард Фриймън разработва и подкрепя теорията за заинтересованите страни. Оттогава тя е широко приета в бизнес практиката и в теориите, свързани със стратегическото управление, корпоративното управление и корпоративната социална отговорност (КСО).